# (1456) Saldanha
(1456) Saldanha ist ein Asteroid des Hauptgürtels, der am 2. Juli 1937 vom südafrikanischen Astronomen Cyril V. Jackson in Johannesburg entdeckt wurde.
Der Asteroid ist nach der südafrikanischen Hafenstadt Saldanha Bay benannt.